# Colom ferit de Luzon
El colom ferit de Luzon (Gallicolumba luzonica) és un colom, per tant un ocell de la família dels colúmbids (Columbidae). Habita els boscos de l'illa de Luzon i les properes Catanduanes i illes Polillo, a les Filipines. Es caracteritza pel plomatge de color sangonós del seu pit, que en dona el nom.